# Ross Munro
Robert Ross Munro (6 settembre 1913 – 21 giugno 1990) è stato un giornalista e editore canadese.
Fu corrispondente di guerra del Canadian Press nella seconda guerra mondiale, in Europa. Seguì lo sbarco alleato in Sicilia, vinse nel 1945 il premio Governor General's per pubblicazioni non-fiction (cronaca, etc). Dopo essersi ritirato come corrispondente di guerra divenne editore di giornali.
| Controllo di autorità | VIAF (EN) 55470090 · ISNI (EN) 0000 0000 6340 6332 · LCCN (EN) n81072517 |